# Nouvelles archives du muséum d'histoire naturelle, sér. 3
Nouvelles archives du muséum d'histoire naturelle, sér. 3 (abreviado Nouv. Arch. Mus. Hist. Nat., sér. 3,) fue una revista ilustrada con descripciones botánicas que fue editada por el Museo Nacional de Historia Natural de Francia. Se publicaron 10 números en los años 1889-1898.  Fue precedida por Nouvelles archives du muséum d'histoire naturelle, sér. 2 y reemplazada en el año 1899 por Nouvelles archives du muséum d'histoire naturelle, sér. 4.